# チン常在

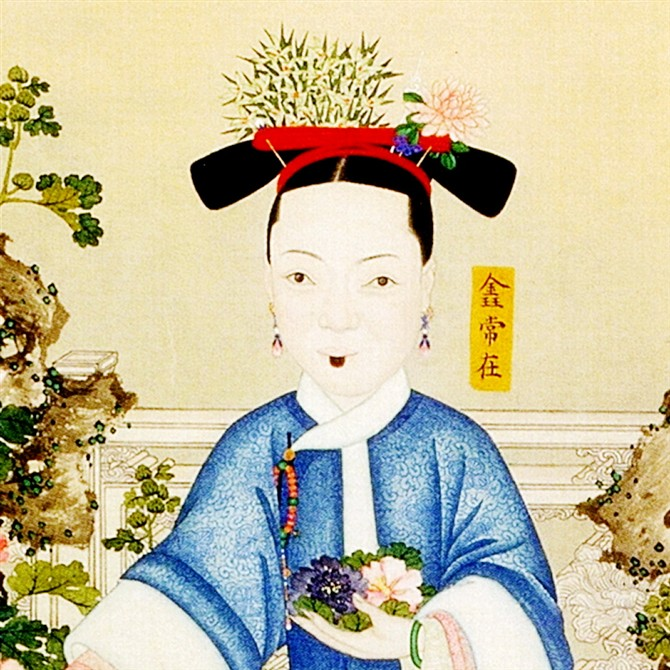
錱常在

錱常在（18世紀 - 咸豊9年（1859年））は咸豊帝の妃嬪。姓は戴氏。正白旗に属する披甲人・吉祿の嫡出の娘。包衣管領下の辛者庫出身。

## 生涯
正確な生年は不詳。母親は吉祿の正室であったが早くに亡くなった。錱常在が入内した後、父・吉祿は再婚して2人の息子と1人の娘を儲けたが、ほどなくして病死した。
咸豊3年（1853年）、戴氏は内務府での秀女選抜で直接「内庭主位（後宮の正式な妃嬪位）」に指名された。2月24日、総管・呂泰が皇命を奉じて、戴氏を『錱常在』に封じた。
また、彼女の序列は、同位階の常在たちの中で最上位にあった。
最初は承乾宮において、雲嬪武佳氏、婉貴人索綽絡氏、春貴人暝諳氏と同居していたが、その後は永和宮に移り、麗貴人および珳貴人徐佳氏と共に暮らしていた。
咸豊7年（1857年）閏5月24日、錱常在のもとから、咸豊5年2月24日に入宮した19歳の女官「大妞」が病気（脚の疾患）のため宮中を退出させられた。
これは正式な検査と上奏により「病気による退宮であり、他に理由はない」と認定された。
その翌日にも、理由不明ながら錱常在のもとからもう1人の女子が退出している。
咸豊9年（1859年）1月4日、錱常在は病のため吉安所（後宮内の療養施設）に移されたが、同年5月6日に薨去（死去）。同日中に吉安所に安置された。
5月11日辰の刻に初祭（葬儀の前段階の儀式）が、5月14日卯の刻に大祭（本葬）、5月17日寅の刻に棺が西花園殯所から田村西所へ一時移され仮安置された。
同治4年（1865年）9月25日、錱常在の棺は定陵の妃園寝に正式に埋葬された。